# Vaborbactam
| Pharmakologische Daten | Pharmakologische Daten |
| ---------------------- | ---------------------- |
| Verabreichungsweg      | intravenös             |
| Plasmaeiweißbindung    | ~ 33 %                 |
| Halbwertzeit           | 2,25 Stunden           |
| Metabolisierung        | keine                  |
| Ausscheidung           | Urin: 75–95 %          |

Vaborbactam ist der internationale Freiname eines β-Lactamase-Inhibitors, der von Rempex Pharmaceuticals, einer Tochtergesellschaft von The Medicines Company, entwickelt wurde. Der Wirkstoff besitzt kein β-Lactam-Strukturelement und ist der erste Bor-haltige β-Lactamase-Hemmer. Vaborbactam hat selbst keine antibiotische Wirkung, sondern hemmt β-Lactamasen, also jene Enzyme, die β-Lactam-Antibiotika abzubauen vermögen. In Kombination mit einem entsprechenden Antibiotikum kann es zur Behandlung von Infektionen mit gramnegativen Bakterien eingesetzt werden.
In den Vereinigten Staaten wurde 2017 das Kombinationspräparat Meropenem/Vaborbactam (Handelsname: Vabomere) von der Food and Drug Administration zur Behandlung komplizierter Harnwegsinfektionen und von Nierenbeckenentzündung (Pyelonephritis) zugelassen. In der EU ist das Arzneimittel seit 2018, in der Schweiz seit 2023 unter dem Namen Vaborem zugelassen. Das Anwendungsgebiet umfasst neben dem komplizierten Harnwegsinfekt (einschließlich Pyelonephritis) auch komplizierte intraabdominelle Infektionen (Infektionen in Magen und Darm) und nosokomial erworbene Lungenentzündungen (Pneumonien). Die Verabreichung erfolgt als intravenöse Infusion.
Die Kombination steht auf der Liste der unentbehrlichen Arzneimittel der Weltgesundheitsorganisation.